# Множественная эндокринная неоплазия типа IIb
Множественная эндокринная неоплазия типа IIb (синдром Горлина, МЭН — IIb, МЭН — III, синдром Wagenmann–Froboese") — в данный синдром вошли те же опухоли, что и в МЭН IIa, однако первичный гиперпаратиреоз проявляется реже, а медуллярная карцинома щитовидной железы протекает крайне злокачественно. Выявляется в возрасте 4—37 лет. Отличается от МЭН IIa наличием нейрином (невром) слизистых оболочек и расстройств опорно-двигательного аппарата (марфаноподобная внешность, искривление позвоночного столба, грудной клетки, наличие симптома конской стопы, вывихов головок бедренных костей, арахнодактилия). Нейриномы чаще локализуются на губах, щеках, языке, других отделах желудочно-кишечного тракта и представляют собой бело-розовые безболезненные узелки диаметром от 1—3 мм до 1 см. Множественная эндокринная неоплазия типа IIb является самым серьёзным вариантом синдрома МЭН.

## История
Впервые данный синдром описан Wagenmann в 1922 году. Были предложены разнообразные эпонимы по именам авторов, дающих клиническое описание данного синдрома (МЭН — IIb), однако многие из них больше не используются в медицинской литературе.

## Эпидемиология
Распространённость данного синдрома достигает 1:40000.

## Клиническая картина
Внешний вид пациентов — характерен прогнатизм, значительное утолщение губ («негроидный» вид), нейриномы слизистых оболочек, нарушения скелета, арахнодактилия.
Клиническая картина определяется наличием соответствующих опухолей:
- медуллярная карцинома щитовидной железы — присутствует практически у всех пациентов. Чем раньше проведена тиреоидэктомия, тем лучше прогноз;
- феохромоцитома встречается приблизительно в 30% случаев;
- первичный гиперпаратиреоз встречается менее 5% случаев;
- множественные нейриномы (невромы) слизистых оболочек обнаруживают более чем в 95% случаев[11]. Нейриномы особенно заметны на губах, ве́ках[12] и языке, придавая лицу характерный вид, обычно проявляются на протяжении первых 10-ти лет жизни[13];

- Нейриномы
- Нейрофиброма подслизистой оболочки губы 13-летнего пациента (синдром МЭН типа IIb)
- Нейрофибромы края языка 23-летней пациентки с синдромом МЭН типа IIb
- Видны нервные волокна роговицы у 27-летней пациентки с синдромом МЭН типа IIb

- другие частые проявления МЭН типа IIb: марфаноподобная внешность, прогерия, воронкообразная деформация грудной клетки, утолщение нервов роговицы, ганглионевромы желудочно-кишечного тракта, мегаколон. Утолщение нервов роговицы иногда наблюдают и при МЭН IIa.
- симптоматика со стороны желудочно-кишечного тракта (диарея, нарушения перистальтики, запоры) может возникать в раннем детском возрасте и быть первым признаком МЭН типа IIb.

## Диагностика
- УЗИ щитовидной железы;
- определение уровня тирокальцитонина (пентагастрировый тест), кальция и CEA в крови, экскрецию ванилил-миндальной и гомованилиновой кислоты, адреналина, норадреналина, паратгормона;
- генетический скрининг (мутации RET-онкогена) — обязательное обследование родственников первой и второй степени родства.

## Лечение
1. Начинают с удаления феохромоцитомы.
2. Затем проводят экстирпацию щитовидной железы с удалением шейных лимфатических узлов и клетчатки.
3. Назначают препараты тироксина для компенсации послеоперационного гипотиреоза.
4. После этого приступают к лечению гиперпаратиреоза и других отклонений.

В неоперабельных случаях и если операция выполнена не радикально — назначают октреотид (синтетический аналог соматостатина) и химиотерапевтические препараты.